# ميخائيل لوك
ميخائيل لوك هو لاعب كرة قدم كندي في مركز الدفاع، ولد في 22 أغسطس 1986 في هونغ كونغ في الصين. شارك مع منتخب كندا تحت 17 سنة لكرة القدم ومنتخب هونغ كونغ لكرة القدم. أما مع النوادي، فقد لعب مع نادي إيسترن سبورتس ونادي جنوب الصين ونادي سون هي.

## وصلات خارجية
- ميخائيل لوك على موقع Soccerway.com (الإنجليزية)